# شون أوكونور (سياسي)
شون أوكونور (بالإنجليزية: Seán O'Connor)‏ هو سياسي أيرلندي، ولد في 29 أبريل 1960. حزبياً، نشط في فيانا فايل. وقد انتخب عضو مجلس الشيوخ من أيرلندا عن دائرة الأعضاء المعينون في مجلس الشيوخ الأيرلندي ‏ وقد انضم خلال فترته النيابية ‏ (13 مايو 1982 – 21 ديسمبر 1982)  للكتلة البرلمانية فيانا فايل.